# Melodifestivalen 2000
Melodifestivalen 2000 var den 40:e upplagan av musiktävlingen Melodifestivalen och samtidigt Sveriges uttagning till Eurovision Song Contest 2000.
Finalen hölls på Göteborgsoperan i Göteborg den 10 mars 2000, där melodin "När vindarna viskar mitt namn", framförd av Roger Pontare, vann, genom att ha fått högst totalpoäng av både jurygrupperna och tittarna. Upplägget var detsamma som året innan, dvs en finalkväll i en enda omgång där elva jurygrupper tillsammans med telefonröster avgjorde resultatet. Programledare var tio artister som tidigare hade tävlat i festivalen. Det blev sista året som man använde sig av orkester i den svenska uttagningen. Förinspelade band var dock redan nu populära (eftersom orkestern avskaffades i internationella tävlingen år 1999) och i vissa bidrag användes inte orkesterackompanjemang.
När vindarna viskar mitt namn fick sedan representera Sverige i ESC 2000 som arrangerades i Stockholm den 13 maj 2000.

## Tävlingsupplägg
Föregående års upplägg bibehölls. Vem som helst som var svensk medborgare fick skicka in bidrag till tävlingen. Totalt skickades det in 1 349 bidrag, vilket var 79 fler bidrag än året innan. En jury gallrade bland de inkomna bidragen och valde ut de tio tävlande låtarna. Juryns sammansättning var hemlig tills de presenterade låtarna.

### Tävlingsregler
Nedan redovisas de regler som SVT satte upp vid inskickning av bidrag:
- Alla svenska medborgare, oavsett ålder, fick skicka in bidrag till tävlingen. Undantag gällde personer som mellan hösten 1999 och våren 2000 var anställda hos Sveriges Television (som ej fick skicka in bidrag). Icke-svenska medborgare fick inte skicka in bidrag till tävlingen.
- Endast nya och tidigare opublicerade musikverk fick skickas in och bidragen fick heller inte överstiga tre minuter.
- De artister som sjöng på bidragets demo skulle även sjunga bidraget i finalen, om Sveriges Television så ville.
- Alla demolåtar fick framföras på valfritt språk, däremot var alla tävlande finallåtar tvungna att framföras på svenska. Vid eventuell icke-svensksjungen låt skulle svensk text bifogas.
- Vid inskickningen skulle följande skickas med: bidragets noter, en CD/ljudkassett innehållande låtens musik och sång (av demoartisten) samt ett igenklistrat kuvert innehållande ett papper som talade om vilka som var bidragets upphovsmän.
- Max sex personer fick stå på scenen (per bidrag) och minimiåldern för att deltaga var 16 år. Det fanns ingen övre åldersgräns.
- Då man från televisionens håll ville använda orkester var förinspelad musik bara tillåtet att använda om det bara var instrumental musik på det. Ingen annan sånginsats fick göras med denna förinspelning (ej heller körsång).
- Tävlande melodier fick inte släppas fria förrän finalen avgjorts.
- Sveriges Television hade rätt att när som helst diskvalificera bidrag.

## Återkommande
Tio programledare, som alla tävlat i minst en Melodifestival presenterade sedan varsitt bidrag. Sedan alla tävlande bidrag framförts gjorde programledarna ett Melodifestivalmedley som pausunderhållning medan tittarnas röster räknades samman. Noteras kan att Lasse Holm stod som upphovsman till gruppen Friends bidrag, trots att han var en av programledarna för sändningen. Detta bröt dock inte mot någon regel. Björn Skifs kontaktade de elva jurygrupperna, och Carola läste upp resultatet av telefonomröstningen.

### Programledare
| Artist               | Tidigare år (med placering) (Melodifestivalen)               | Tidigare år (med placering) (ESC)                      |
| -------------------- | ------------------------------------------------------------ | ------------------------------------------------------ |
| Arja Saijonmaa       | 1987 (2:a)                                                   | –                                                      |
| Björn Skifs          | 1972 (9:a), 1975 (5:a), 1978 (1:a), 1981 (1:a)               | 1978 (14:e), 1981 (10:a)                               |
| Carola               | 1983 (1:a), 1990 (2:a), 1991 (1:a)                           | 1983 (3:a), 1991 (1:a)                                 |
| Elisabeth Andreassen | 19811 (2:a), 19821 (1:a), 1984 (6:a), 1990 (7:a)             | 19821 (8:a), (19852 (1:a)) (19942 (6:a)) (19962 (2:a)) |
| Lasse Berghagen      | 1973 (7:a), 1974 (2:a), 1975 (1:a)                           | 1975 (8:a)                                             |
| Lasse Holm           | 19783 (2:a), 19801 (4:a), 19811 (2:a), 19864 (1:a)           | 19864 (5:a)                                            |
| Lena Philipsson      | 1986 (2:a), 1987 (5:a), 1988 (2:a)                           | –                                                      |
| Loa Falkman          | 1990 (10:a)                                                  | –                                                      |
| Lotta Engberg        | 19845 (2:a), 1987 (1:a), 19886 (3:a), 1990 (8:a), 1996 (3:a) | 1987 (12:a)                                            |
| Tommy Körberg        | 1969 (1:a), 1971 (-), 1988 (1:a)                             | 1969 (9:a), 1988 (12:a)                                |

1 1980 deltog Lasse Holm med Kikki Danielsson i gruppen Chips. 1981 var gruppen namnändrad till Sweets 'n Chips. 1981–1982 medverkade även Elisabeth Andreasson i gruppen. Holm var dock inte medverkade på scenen 1982.

2 Elisabeth Andreassen, då med namnet Elisabeth Andreasson, deltog i duon Bobbysocks för Norge 1985 då ESC arrangerades i Sverige och vann. 1994 sjöng hon "Duett" med Jan Werner Danielsen och 1996 representerade hon Norge som soloartist.

3 1978 deltog Lasse Holm med Kikki Danielsson och gruppen Wizex.

4 1986 deltog Lasse Holm med Monica Törnell i en duett.

5 1984 deltog Lotta Engberg, då med namnet Lotta Pedersen, i en duett med Göran Folkestad.

6 1988 deltog Lotta Engberg tillsammans med gruppen Triple & Touch.

### Tävlande artister
| Artist                                 | Tidigare år (med placering) (Melodifestivalen) | Tidigare år (med placering) (ESC) |
| -------------------------------------- | ---------------------------------------------- | --------------------------------- |
| Roger Pontare                          | 19946 (1:a), 1999 (5:a)                        | 19946 (13:e)                      |
| Svenne & Lotta (Duett med Balsam Boys) | 1975 (3:a)                                     | –                                 |

6 1994 sjöng Roger Pontare i duett med Marie Bergman.

## Finalkvällen

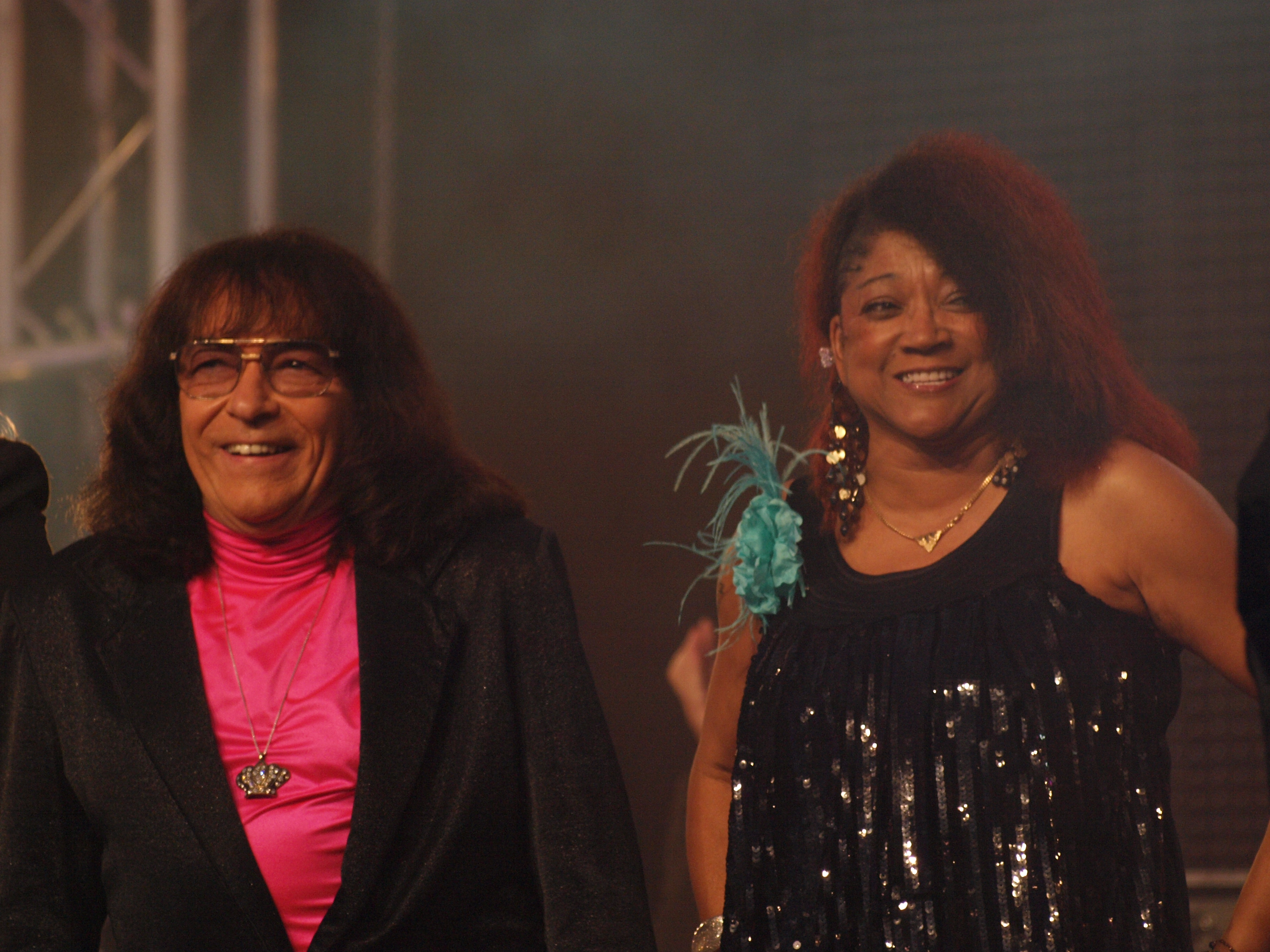
Svenne & Lotta hade deltagit senast 1975 men deltog nu i gruppen Balsam Boys nummer. Bilden är från 2010.

Finalen av festivalen 2000 direktsändes i SVT2 den 10 mars 2000 kl. 20.00-22.00 från Göteborgsoperan i Göteborg. Programledare var tio artister som själva deltagit i festivalen något/några tidigare år och/eller vunnit samt representerat Sverige i ett eller flera ESC (se ovan). Curt-Eric Holmquist var kapellmästare. Kören bestod av Pernilla Emme, Katarina Millton och Frank Ådahl. 
Finalen hade samma upplägg som året innan. Redan samma eftermiddag som finalen skulle äga rum spelade Sveriges Radio P4 upp bidragen. I själva sändningen startade telefonröstningen då själva sändningen startade och pågick sedan medan bidragen framfördes. Efter att alla bidragen framförts spelades de upp i en snabbgenomgång och därefter stängdes slussarna. Runt om i landet befann sig samtidigt elva stycken jurygrupper, som vardera representerade en svensk stad från nord till syd. Vardera jurygrupp delade ut poängen 1, 2, 4, 6, 8, 10 och 12 poäng (Tolv var högst och gick därmed till juryns favoritlåt). 
Eftersom juryn och tittarna hade lika stor makt hade de också lika många poäng att dela ut: 473 poäng vardera. Tittarnas poäng blev, precis som året innan, multiplar av elva efter den skalan som juryn delat ut. Tittarnas poäng kom därför att bli 11, 22, 44, 66, 88, 110 och 132 poäng. Vinnaren blev det bidraget som fått högst totalpoäng efter juryns och tittarnas utdelning. Tre av de tio bidragen belönades inte av respektive jurygrupp samt av tittarna.
Efter att juryn sagt sitt låg Roger Pontare på första plats, Javiera Muñoz på andra plats och Barbados och Midnight Band på delad tredje plats. När tittarna fick komma in och bestämma ändrades ordningen ganska rejält. Roger Pontare fick högsta poängen och vann, medan Friends och Barbados fick dela på andraplatsen. Javiera Muñoz blev slutligen fyra. Allra sist med noll poäng blev gruppen Avengers.
Trots att orkestern var med fortfarande i år, framfördes de flesta av låtarna helt med förinspelad musik. Bara tre av låtarna (2, 6 och 7) använde orkestern, sista av dem delvis.

### Startlista
Nedan listas bidragen i startordningen:
| Nr | Artist                           | Låt                           | Upphovsmän (Text & musik)                                       | Programledaren som presenterade artisten och låten |
| -- | -------------------------------- | ----------------------------- | --------------------------------------------------------------- | -------------------------------------------------- |
| 1  | Guide                            | Vi lever här, vi lever nu!    | Mattias Reimer (tm), Lars Edvall (tm)                           | Björn Skifs                                        |
| 2  | Balsam Boys feat. Svenne & Lotta | Bara du och jag               | Gustav Eurén (t), Stefan Deak (m), Karl Eurén (m)               | Arja Saijonmaa                                     |
| 3  | Barbados                         | Se mig                        | Thomas Thörnholm (tm), Dan Attlerud (tm)                        | Elisabeth Andreassen                               |
| 4  | Avengers                         | När filmen är slut            | Suss von Ahn (tm), Henrik Wikström (tm)                         | Lasse Holm                                         |
| 5  | Tom Nordahl                      | Alla änglar sjunger           | Stephan Berg (tm)                                               | Lena Philipsson                                    |
| 6  | Roger Pontare                    | När vindarna viskar mitt namn | Thomas Holmstrand (tm), Linda Jansson (tm), Peter Dahl (tm)     | Loa Falkman                                        |
| 7  | Javiera                          | Varje timma, var minut        | Ulf Georgsson (t), Patrik Ahlm (t), Johnny Thunqvist (m)        | Lasse Berghagen                                    |
| 8  | Midnight Band                    | Tillsammans                   | Mikael Wendt (tm), Christer Lundh (tm)                          | Lotta Engberg                                      |
| 9  | Hanna Hedlund                    | Anropar försvunnen            | Anna-Lena Högdahl (t), Robert Uhlmann (tm), Bobby Ljunggren (m) | Tommy Körberg                                      |
| 10 | Friends                          | När jag tänker på i morgon    | Ingela 'Pling' Forsman (t), Lasse Holm (m)                      | Carola                                             |

### Poäng och placering
| Nr | Låt                           | Luleå | Umeå | Sunds- vall | Falun | Stholm | Karl- stad | Örebro | Norr- köping | Växjö | Malmö | Gbg | Jury- poäng | Telefon- röster | Telefon- poäng | Total- summa | Plac. |
| -- | ----------------------------- | ----- | ---- | ----------- | ----- | ------ | ---------- | ------ | ------------ | ----- | ----- | --- | ----------- | --------------- | -------------- | ------------ | ----- |
| 1  | Vi lever här, vi lever nu!    | -     | 8    | 10          | 2     | 12     | 10         | 2      | 4            | -     | 4     | 1   | 53          | 34 239          | 44             | 97           | 5     |
| 2  | Bara du och jag               | 2     | -    | 6           | 10    | 8      | 4          | 6      | 1            | -     | -     | 6   | 43          | 26 229          | 11             | 54           | 7     |
| 3  | Se mig                        | 10    | 1    | 4           | 6     | 10     | 8          | -      | 12           | 2     | 1     | 4   | 58          | 43 289          | 88             | 146          | 2     |
| 4  | När filmen är slut            | -     | -    | -           | -     | -      | -          | -      | -            | -     | -     | -   | 0           | 2 934           | -              | 0            | 10    |
| 5  | Alla änglar sjunger           | 6     | 2    | 1           | 1     | 4      | -          | 12     | -            | 4     | 2     | -   | 32          | 24 455          | -              | 32           | 9     |
| 6  | När vindarna viskar mitt namn | 4     | 12   | 12          | 12    | 2      | 1          | 10     | 10           | 12    | 12    | 8   | 95          | 173 641         | 132            | 227          | 1     |
| 7  | Varje timma, var minut        | 8     | 4    | 8           | -     | 6      | 12         | 1      | 6            | 8     | 8     | 12  | 73          | 35 691          | 66             | 139          | 4     |
| 8  | Tillsammans                   | 12    | 10   | 2           | 8     | -      | -          | 8      | 8            | 10    | -     | -   | 58          | 25 727          | -              | 58           | 6     |
| 9  | Anropar försvunnen            | -     | 6    | -           | -     | -      | 2          | 4      | -            | 1     | 10    | 2   | 25          | 31 921          | 22             | 47           | 8     |
| 10 | När jag tänker på i morgon    | 1     | -    | -           | 4     | 1      | 6          | -      | 2            | 6     | 6     | 10  | 36          | 127 446         | 110            | 146          | 2     |

- Totalt antal telefonröster: 525 572 röster.
- Tittarsiffror: 4 177 000 tittare.[3]

### Juryuppläsare
- Luleå: Sandra Warg
- Umeå: Anita Färingö
- Sundsvall: Erik Nyberg
- Falun: Gustav Larson från Trafikmagasinet
- Stockholm: Per Sinding-Larsen
- Karlstad: Ulf Schenkmanis
- Örebro: Per Eric Nordquist
- Norrköping: Stina Wollter
- Växjö: Josefine Sundström
- Malmö: Ted Bergdahl
- Göteborg: Malin Ekander

## Pausunderhållning
Innan det blev dags för jurygrupperna att lämna sina resultat gjorde programledarna ett fjorton minuter långt musikmedley, som bestod av gamla svenska Melodifestivalbidrag. Orkestern under ledning av Curt-Eric Holmquist spelade, arrangemanget var av Dan Evmark. Hans Marklund stod för regi och koreografi. Tre körsångare, Pernilla Emme, Katarina Milton och Frank Ådahl, samt tre dansare deltog också i numret. 

### Låtarna i medleyt
1. Kören – "Säg det med en sång"
2. Lasse Berghagen – "Min kärlekssång till dig"
3. Lasse Berghagen – "Se på mig"
4. Elisabeth Andreassen – "Dover-Calais"
5. Lena Philipsson – "Dansa i neon"
6. Tommy Körberg – "Stad i ljus"
7. Loa Falkman – "Symfonin"
8. Lena Philipsson – "Om igen"
9. Tommy Körberg – "Sommaren som aldrig säger nej"
10. Kören – "Det ligger i luften"
11. Carola – "Fångad av en stormvind"
12. Arja Saijonmaa – "Avundsjuk"
13. Lasse Holm – "Miss Decibel"
14. Tommy Körberg – "Judy min vän"
15. Lasse Berghagen – "Jennie, Jennie"
16. Andreassen, Philipsson & Saijonmaa – "Gå och göm dig, Åke Tråk"
17. Loa Falkman – "Det börjar verka kärlek banne mig"
18. Lotta Engberg – "En gång till/100 procent"
19. Lasse Holm – "É de det här du kallar kärlek?"
20. Lotta Engberg – "En gång till"
21. Loa Falkman – "Hej clown"
22. Carola – "Främling"
23. Arja Saijonmaa – "Högt över havet"
24. Kören – "Växeln hallå"
25. Björn Skifs – "Michelangelo"
26. Kören – "Växeln hallå"
27. Engberg & Saijonmaa – "Hallå hela pressen"
28. Körberg, Skifs, Philipsson & Andreassen – "Ring Ring"
29. Lasse Berghagen – "Ding-dong"
30. Engberg & Holm – "Bang en boomerang"
31. Lena Philipsson – "Kärleken är evig"
32. Arja Saijonmaa – "Tusen och en natt"
33. Björn Skifs – "Det blir alltid värre framåt natten"
34. Holm & Andreassen – "God morgon"
35. Björn Skifs – "Fångad i en dröm"
36. Skifs, Körberg & Berghagen – "Diggi-Loo Diggi-Ley"
37. Carola – "Mitt i ett äventyr"
38. Alla (utom Andreassen) – "Just nu"
39. Elisabeth Andreassen – "Dag efter dag"
40. Alla – "Waterloo"

## Eurovision Song Contest

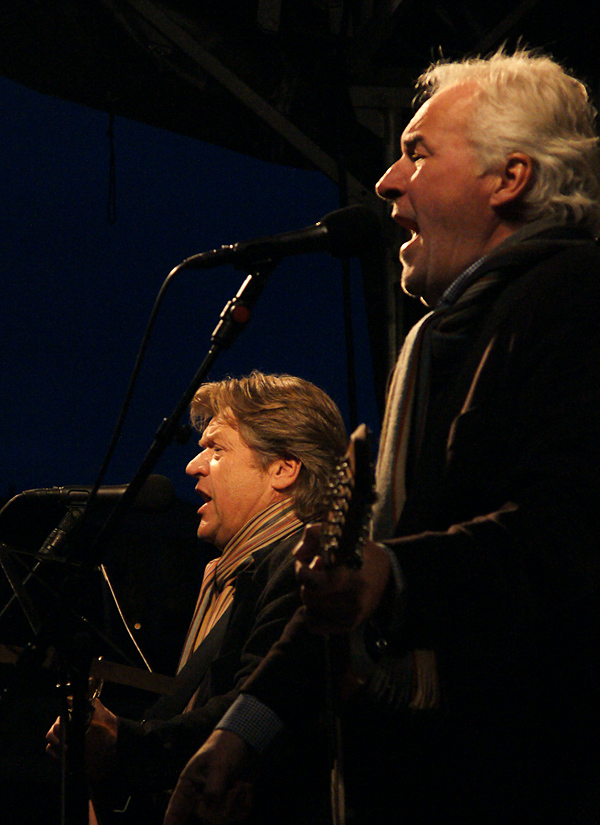
Duon Olsen Brothers deltog för Danmark det här året och tog hem Danmarks andra seger, som landet fått vänta på i hela trettiosju år. Bilden är från 2009.

Sverige hade tagit sin fjärde vinst året innan och fick därför stå värdland det här året. Efter att tävlingen hade förlagts till Göteborg 1985 och Malmö 1992 var det så dags för huvudstaden att få hålla det. Tävlingen förlades till Globen den 13 maj 2000. Totalt kom tjugofyra länder att tävla, med Lettland som debutant och Finland, Makedonien, Rumänien, Ryssland och Schweiz som återkommare (efter att ha fått avstå året innan). Bosnien och Hercegovina, Litauen, Polen, Portugal och Slovenien fick därmed avstå tävlan på grund av dålig placering året innan.
Det här året införde EBU The Big Four-gruppen. Detta innebar att de fyra länder som valt att bidra mest pengar till EBU och hela Eurovisionen (Frankrike, Spanien, Storbritannien och Tyskland) alltid skulle vara garanterade en finalplats oavsett hur bra eller dåligt de placerat sig i resultatlistan. Således skulle dessa länder aldrig behöva kvala eller stå över en Eurovision Song Contest på grund av en dålig placering. 
Samtliga tävlande länder, utom Kroatien, Makedonien, Malta, Nederländerna, Rumänien, Ryssland och Turkiet, använde sig av endast telefonröster som sitt lands slutresultat. Kroatien och Malta använde en kombination av jury- och telefonröster medan de resterande länderna använde sig av endast juryröster. Nederländerna fick använda sig av reservjuryns röster på grund av Fyrverkeriolyckan i Enschede som skedde den dagen, vilket gjorde at bara halva tävlingen sändes live där. 
Detta var den första Eurovisionen på det nya millenniet, som invigdes av Israels "Ping Pong". Låten slutade dock på tjugoandra plats. Sverige, som stod värd, tävlade som nummer arton (av tjugofyra länder) och slutade på sjunde plats med 88 poäng. Sveriges bidrag hade i Melodifestivalen framförts på svenska, men tävlade med engelsk text (under namnet "When Spirits Are Calling My Name"). Danmark tog hem segern med 195 poäng, och fick därmed sin andra seger sedan 1963 (37 års mellanrum). Ryssland slutade på andra plats med 155 poäng och debuterande Lettland slutade på tredje plats med 136 poäng. Allra sist blev Belgien med endast två poäng.

### Fotnoter
1. ↑  Bolander, Mattias (22 september 2010). ”Bidragsrekord för Melodifestivalen 2011”. Poplight. Arkiverad från originalet den 11 januari 2014. https://web.archive.org/web/20140111171023/http://poplight.zitiz.se/artikel/bidragsrekord-foer-melodifestivalen-2011. Läst 23 april 2012.
2. 1 2  ”Regler”. Sveriges Television. 1 augusti 1999. Arkiverad från originalet den 25 april 2003. https://web.archive.org/web/20030425010820/http://www.svt.se/melodifestivalen/2000/rules.DOC. Läst 25 april 2012.
3. ↑  Mediamätning i Skandinavien